# Giora Spiegel
Giora (ou Gyora) Spiegel (em língua hebraica: גיורא שפיגל - Petah Tikva, 27 de julho de 1947) é um ex-futebolista israelense.

## Carreira
Jogou por mais tempo no Maccabi Tel-Aviv. Atuou também por Strasbourg, Lyon e Hakoah Ramat Gan.
Encerrou a carreira em 1981, após o término de seu contrato com o Beitar Tel Aviv.
Disputou a Copa do Mundo FIFA de 1970, única disputada por Israel.